# 斑馬貽貝
斑馬貽貝，亦作斑馬紋貽貝或多形飾貝，是一種小型的淡水生活雙殼綱軟體動物，屬於簾蛤目飾貝科。其种加词“zebra”意为“有斑马状纹样的”。本物種原生於俄羅斯南部及烏克蘭的裏海及黑海區域，處於歐洲及亞洲的交界。本物種由德國博物學家彼得·西蒙·帕拉斯於1769年描述，模式產地在烏拉爾河、伏爾加河及聶伯河。
斑馬貽貝得名於其外殼上常見的條狀花紋，儘管這些條紋並非每一隻的外殼都會有。個體大約如手指甲的大小，但最大可以長到約2英寸（5.1 cm）。外殼形像呈拉丁字母「D」字的形狀，有強壯的足絲從其胎殼的背部固着到基底質。

## 入侵範圍

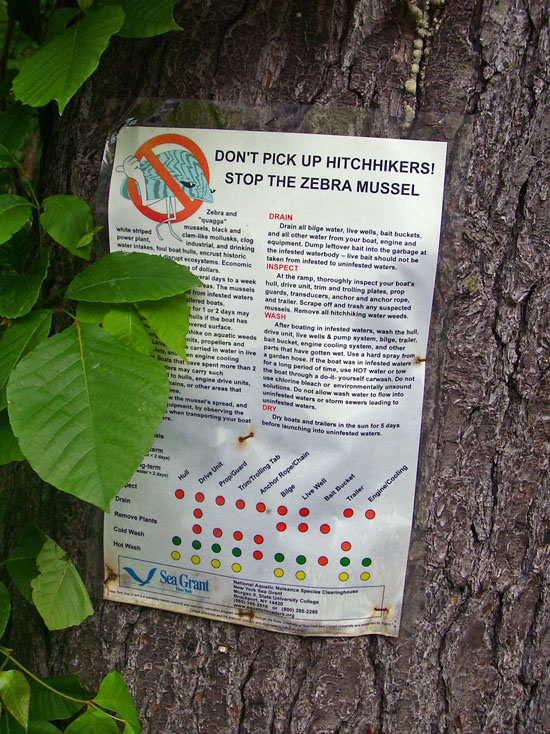
預防斑馬貽貝入侵的海報

本物種原生於俄羅斯南部及烏克蘭的裏海及黑海區域，處於歐洲及亞洲交界的歐亞大陸，
1986年時意外透過壓艙水被引進到北美洲的五大湖區，然後又透過五大湖區在美國伊利諾州芝加哥河連接往密西西比河河谷的水閘往南擴散，直到墨西哥灣。
由於其擴散快速，被歐洲（英國、愛爾蘭、意大利、西班牙及瑞典）及北美洲的多國列為入侵物種。
現時在愛爾蘭的西海岸亦有見本物種的踪影。

## 影響

### 環境
斑馬貽貝是一種濾食性動物：在水裡時會打開雙殼納入碎屑。由於斑馬貽貝的外殼的邊沿很銳利，很容易會割傷踏在其上的人的腳，所以當人行走斑馬貽貝肆虐的地方時必須要穿上水鞋。

### 水質
多倫多懷雅遜大學有研究指斑馬貽貝會「污染水質」。研究透過向放置有斑馬貽貝的水柱注入一般含有浮游碎屑的湖水，比較湖水通過貽貝後水中化學成份的轉變。研究結果發現斑馬貽貝在消化了水中的碎屑後，碎屑裡的氮化物被還原成為氮氣逸脫；但磷化物消化後仍然保留在中裡，間接令水中的磷化物比例增加，從而使水質更有利於水中原有的藍綠藻生長，產生水華。而這藍綠藻又會分泌出一些化合物，令水變臭，「影響飲用水的味道」，並「造成有毒物質大量生成」。

## 參看
- 青口 - 貽貝

## 外部連結
- Zebra mussels in Kawartha Lakes, by Jim Russell
- Zebra Mussel on National Atlas

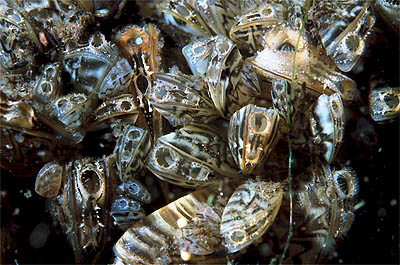
斑馬貽貝活體在水底下張開外殼冒泡呼吸時可見其虹管

- Zebra Mussel (Dreissena polymorpha) - FactSheet （页面存档备份，存于）
- Dreissina FAQs （页面存档备份，存于）
- Species Profile- Zebra Mussel (Dreissena polymorpha) （页面存档备份，存于）, National Invasive Species Information Center, United States National Agricultural Library.  Lists general information and resources for Zebra Mussel.
- What are Zebra Mussels?
- Zebra Mussel Watch
- Charting the progression of the Zebra mussel in the Eastern United States
- Zebra mussel in N.I.
- CISR - Zebra Mussels Center for Invasive Species Research summary on Zebra Mussels
- GLANSIS Species FactSheet
- USGS Zebra Mussel Monitoring Program for North Texas United States Geological Survey
- Did the Zebra Mussel affect Atlantic Fishing? （页面存档备份，存于）-C.Yukna (EMSE France)
- Zebra Mussels: Questions and Answers for Inland Lake Managers